# ジャレット・ホフパワー
ジャレット・リー・ホフパワー（Jarrett Lee Hoffpauir, 1983年6月18日 - ）は、アメリカ合衆国・ミシシッピ州ナチェズ出身の元プロ野球選手（二塁手）。右投右打。
北海道日本ハムファイターズでプレーしたマイカ・ホフパワーは遠縁にあたる。

## 経歴

### プロ入りとマイナー時代とカージナルス時代
2004年のMLBドラフトでセントルイス・カージナルスから6巡目指名され入団。
2009年7月1日にメジャーに昇格し、3日にメジャーデビューを果たした。

### ブルージェイズ時代
2009年11月3日にトロント・ブルージェイズへウェーバーで移籍した。
2010年は、開幕を傘下AAA級ラスベガス・フィフティワンズで迎えた。4月25日にサイクル安打を記録した。6月20日にエドウィン・エンカーナシオンの降格に伴ってメジャーに昇格した。自己最多の13試合に出場した。

### パドレス傘下時代
2010年10月6日にウェーバーでサンディエゴ・パドレスへ移籍した。2011年はAAA級ツーソン・パドレスで91試合に出場し、打率.281、5本塁打、34打点の成績を残したが、メジャーへの昇格はなかった。11月2日にFAとなった。

### ナショナルズ傘下時代
2011年11月14日にワシントン・ナショナルズとマイナー契約を結んだ。
2012年オフにFAに。2012年はAAA級シラキュース・チーフスで106試合に出場し、打率.280、3本塁打、44打点の成績を残したが、メジャーへの昇格はなかった。11月2日にFAとなった。

### ブルージェイズ復帰
2013年1月15日に古巣のブルージェイズとマイナー契約を結んだが、試合に出場することなくFAとなった。この年限りで現役を引退した。
現役引退後は高校野球の指導者となった。

## 詳細情報

### 年度別打撃成績
| 年 度    | 球 団    | 試 合 | 打 席 | 打 数 | 得 点 | 安 打 | 二 塁 打 | 三 塁 打 | 本 塁 打 | 塁 打 | 打 点 | 盗 塁 | 盗 塁 死 | 犠 打 | 犠 飛 | 四 球 | 敬 遠 | 死 球 | 三 振 | 併 殺 打 | 打 率 | 出 塁 率 | 長 打 率 | O P S |
| -------- | -------- | ----- | ----- | ----- | ----- | ----- | -------- | -------- | -------- | ----- | ----- | ----- | -------- | ----- | ----- | ----- | ----- | ----- | ----- | -------- | ----- | -------- | -------- | ----- |
| 2009     | STL      | 8     | 16    | 12    | 1     | 3     | 2        | 0        | 0        | 5     | 2     | 0     | 0        | 0     | 0     | 4     | 0     | 0     | 2     | 1        | .250  | .438     | .417     | .854  |
| 2010     | TOR      | 13    | 37    | 34    | 1     | 7     | 1        | 0        | 0        | 8     | 0     | 0     | 0        | 1     | 0     | 2     | 0     | 0     | 5     | 1        | .206  | .250     | .235     | .485  |
| MLB：2年 | MLB：2年 | 21    | 53    | 46    | 2     | 10    | 3        | 0        | 0        | 13    | 2     | 0     | 0        | 1     | 0     | 6     | 0     | 0     | 7     | 2        | .217  | .308     | .283     | .590  |

### 背番号
- 34 (2009年)
- 3 (2010年)